# Nigribaccinus
Nigribaccinus es un género de foraminífero bentónico de la subfamilia Pseudofusulininae, de la familia Schwagerinidae, de la superfamilia Fusulinoidea, del suborden Fusulinina y del orden Fusulinida. Su especie tipo es Nigribaccinus giganteus. Su rango cronoestratigráfico abarcaba desde el Sakmariense hasta el Kunguriense (Pérmico inferior).

## Discusión
Clasificaciones más recientes incluyen Nigribaccinus en la superfamilia Schwagerinoidea, y en la subclase Fusulinana de la clase Fusulinata. Algunas clasificaciones incluyen Nigribaccinus en la familia Pseudofusulinidae.

## Clasificación
Nigribaccinus incluye a las siguientes especies:
- Nigribaccinus elegans †
- Nigribaccinus giganteus †
- Nigribaccinus nestelli †